# Julian Hodgson
Julian Michael Hodgson (* 25. Juli 1963 in Llanelwy (englisch: St Asaph), Nordwales) ist ein britischer Schachspieler und Schachbuch-Autor.

## Leben
Julian Hodgson machte in den 1970er Jahren zum ersten Mal auf sich aufmerksam, als er im Alter von nur 14 Jahren die britische Meisterschaft der unter 21-Jährigen gewann. In den Jahren 1983 und 1988 bekam er vom Weltschachverband FIDE die Titel Internationaler Meister beziehungsweise Großmeister verliehen. Hodgson war insgesamt viermal Britischer Meister (1991, 1992, 1999 und 2000).
Zu seinen größten internationalen Erfolgen auf Schachturnieren zählen sein zweiter Platz beim traditionellen „Lloyds Bank Open“ 1986, der Sieg beim Open von Genf 1988, der Gewinn der „Canadian Open“ 1997 und sein geteilter Sieg 1999 in New York.
Er gilt als Spezialist des Trompowsky-Angriffs (1. d2–d4 Sg8–f6 2. Lc1–g5) und des nach ihm benannten Hodgson-Angriffs (1. d2–d4 d7–d5 2. Lc1–g5). Hodgson ist bekannt für eine scharfe und angriffslustige Spielweise, die ihm schnelle Gewinne und den Beinamen „Grandmaster of Disaster“ einbrachte.
Hodgson spielte seine letzten Elo-gewerteten Partien in der Saison 2002/03 der deutschen Mannschaftsmeisterschaft, er wird daher bei der FIDE als inaktiv geführt.
Hodgson ist Verfasser zahlreicher Schachbücher, vor allem auf dem Gebiet der Eröffnungstheorie.
| Die zur Anzeige dieser Grafik verwendete Erweiterung wurde dauerhaft deaktiviert. Wir arbeiten aktuell daran, diese und weitere betroffene Grafiken auf ein neues Format umzustellen. (Mehr dazu) |

## Mannschaftsschach

### Nationalmannschaft
Hodgson vertrat sein Land zwischen 1990 und 2000 auf fünf Schacholympiaden. Dabei gewann er bei seiner ersten Teilnahme 1990 in Novi Sad mit dem Team die Bronzemedaille, 1992 in Manila eine Silbermedaille für seine individuelle Leistung als zweiter Ersatzspieler der englischen Mannschaft. Hodgson nahm an zwei Mannschaftseuropameisterschaften teil und gewann das Turnier 1997 in Pula mit der Mannschaft, während er 1989 in Haifa das beste Einzelergebnis am dritten Brett sowie die drittbeste Elo-Leistung aller Teilnehmer erreichte. In den gleichen Jahren nahm er auch an den Mannschaftsweltmeisterschaften teil.

### Vereinsschach
In der britischen Four Nations Chess League (4NCL) spielte Hodgson von 1995 bis 1998 bei Slough, in der Saison 1998/99 bei Home House und von 2000 bis 2002 bei Beeson Gregory. Er gewann die 4NCL 1996, 2001 und 2002. In der deutschen Schachbundesliga spielte Julian Hodgson von 1993 bis 1995 beim Münchener SC 1836, in den Spielzeiten 1995/96 und 1997/98 beim SK Zähringen, in der Saison 1996/97 beim PSV Duisburg, von 1998 bis 2000 beim Delmenhorster Schachklub und von 2000 bis 2003 beim Lübecker Schachverein von 1873, mit dem er 2001, 2002 und 2003 deutscher Mannschaftsmeister wurde.
Die niederländische Hoofdklasse (bis 1996) beziehungsweise Meesterklasse gewann Hodgson 1996, 1997, 1998 und 1999 mit Panfox/De Variant Breda.

## Werke (Auswahl)
- Grand Prix Attack: f4 Against the Sicilian, Collier Books, 1985, ISBN 0-02-011430-3.
- Trends in the Torre and Trompovsky, Vol. 1. Trends Publications, London 1989.
- Trends Budapest Defence. Trends Publications, London Mai 1991.
- Trends Czech & Schmid Benoni. Trends Publications, London Mai 1991.
- Trends 1 d4 d6. … Lg4 systems. Trends Publications, London Juli 1991.
- Trends f4 Sicilian. Trends Publications, London Juli 1991.
- Trends in the Torre and Trompovsky, Vol. 2. Trends Publications, London 1992.
- Modern Practical Endings. Tournament Chess, London August 1993.
- Chess Traveller's Quiz Book. Cadogan Chess, London 1993, ISBN 1-85744-030-7.
- Foxy Openings: Trompowski Success. Grandmaster Video Ltd 1993, VHS
- Trends Anti-Sicilian. Trends Publications, London März 1995.
- Trends in the Torre and Trompovsky, Vol. 3. Trends Publications, London Oktober 1995.
- Quick Chess Knockouts. Everyman Chess, 1996, ISBN 1-85744-045-5.
- Attack with GM Julian Hodgson, Vol. 1. Hodgson Enterprises, London 1996, ISBN 0-9529373-0-1.
- Attack with GM Julian Hodgson, Vol. 2. Hodgson Enterprises, London 1997, ISBN 0-9529373-1-X.
- Secrets of the Trompovsky. Hodgson Enterprises, London 1997, ISBN 0-9529373-2-8.
- Foxy Openings: Main Line Trompowski. Grandmaster Video Ltd 1997, VHS